# ボルゴ・ア・モッツァーノ
ボルゴ・ア・モッツァーノ（伊: Borgo a Mozzano）は、イタリア共和国トスカーナ州ルッカ県にある、人口約6,700人の基礎自治体（コムーネ）。

## 地理

### 位置・広がり
ルッカ県中部に位置する。

#### 隣接コムーネ
隣接するコムーネは以下の通り。
- バーニ・ディ・ルッカ
- カパンノリ
- コレリア・アンテルミネッリ
- ファッブリケ・ディ・ヴェルジェーモリ
- ガッリカーノ
- ルッカ
- ペスカーリア
- ヴィッラ・バジーリカ

### 気候分類・地震分類
ボルゴ・ア・モッツァーノにおけるイタリアの気候分類 (it) および度日は、zona D, 2020 GGである。
また、イタリアの地震リスク階級 (it) では、zona 2 (sismicità media) に分類される。

## 行政

### 分離集落
ボルゴ・ア・モッツァーノには以下の分離集落（フラツィオーネ）がある。
- Anchiano, Cerreto, Chifenti, Corsagna, Cune, Dezza, Diecimo, Domazzano, Gioviano, Motrone, Oneta, Partigliano, Piano della Rocca, Rocca, San Romano, Tempagnano, Valdottavo

## 姉妹都市
- Martorell 、スペイン
- オーレスン、ノルウェー
- トレヴィオーロ、イタリア